# Fernando Ayala
Fernando Ayala (Gualeguay, Argentina, 2 de agosto de 1920 - Buenos Aires, Argentina, 11 de septiembre de 1997) fue un director, guionista y productor de cine argentino. Fue uno de los más prestigiosos realizadores y productores de su generación, y fundó junto a Héctor Olivera la productora de cine más famosa del país, Aries Cinematográfica Argentina, de la cual fue presidente desde 1956 hasta su muerte en 1997. Recibió el Premio Konex en 1981 y repitió en 1991.
Fue uno de los fundadores de la entidad Directores Argentinos Cinematográficos en 1958.

## Trayectoria
Inicialmente, Ayala se inscribe dentro de la generación renovadora que, desde mediados de los años 1950, logra imponerse en el cine argentino frente al populismo predominante de la etapa anterior junto a Leopoldo Torre Nilsson, Leonardo Favio, etc., con un cine más social y realista (a veces incluso de denuncia), dejando a un lado la épica (La guerra gaucha, 1942 de Lucas Demare) o el neorrealismo militante (Prisioneros de la tierra, 1939 de Mario Soffici) del mejor cine argentino de antaño.
Con sus dos primeros filmes (Ayer fue primavera y Tallos amargos) sorprende al público de su país. Cine intimista y personal, nada usual en el contexto cinematográfico latino del momento pero, a la vez, no tan diferente en esencia con los cines en alza por aquel entonces (Lima Barreto en Brasil, Luis Buñuel en México, Tomás Gutiérrez Alea en Cuba). La revelación internacional del director se produce con su tercer film, El jefe, donde los valores peronistas y la sociedad en general son diseccionados a la perfección en un tono que se acoge al género negro clásico pero aportando innovación en su tratamiento. Tanto este, como El candidato (1959), suponen la recuperación de la cinematografía argentina de cara al mercado internacional.
Los años 1960 son más desconocidos para cinéfilos y público en general ya que, con alguna excepción, su cine no se exporta al extranjero. Tan sólo una coproducción con España se ve en algunos países (María y la otra, 1967). En los 70, y considerado como la avanzadilla del cine que irrumpe en la Argentina del momento, estrena Argentino hasta la muerte (1971), con Héctor Alterio liderando una nueva generación de actores, guionistas y directores dispuestos a recomponer el país en medio de los últimos coletazos de la dictadura de Onganía, y a denunciar los excesos sociopolíticos de este, que logra un amplio eco en todo el mundo: un ejemplo insoslayable es La patagonia rebelde, de Héctor Olivera, que logra en 1974 el Oso de Oro en el Festival de cine de Berlín.
Más adelante, Ayala se vuelca a un cine más pequeño y basado en las interpretaciones de calidad, sin renunciar a la denuncia social de cada momento: "Desde el abismo" en 1979, Pasajeros de una pesadilla en 1984 o Dios los cría, su último film, en 1991. La cinefilia y la sordidez de la propia familia fueron otros de sus temas conocidos en su última etapa, con Plata dulce y El arreglo como claros ejemplos.

## Temática LGBT
En la década de 1950, Ayala inició una la relación sexo-amorosa mantenida en secreto con Héctor Olivera. Juntos fundaron en 1956 la productora Aries Cinematográfica Argentina y realizaron gran cantidad de películas con temáticas o escenas LGBT+. Entre ellas se encuentran El jefe (1958), en el que una patota de varones le pinta forzadamente senos a otro hombre, por no tener sus mismos códigos de virilidad; Huis Clos (A puerta cerrada) (1962), que protagoniza una mujer lesbiana cuyo deseo no se detiene ni con la muerte y que por su temática se volvió una película maldita. En 1963 realizan Primero yo, cuyo título alternativo fue Machito, sobre un hijo que desea ser bailarín y debe enfrentar la oposición de su padre, donde retrata la comunidad LGBT+ relacionada con las artes y la danza de Buenos Aires, «sin caricatura, sin burla, por primera vez en el cine argentino».
En 1975 produjeron la película Mi novia el travesti, dirigida por Enrique Cahen Salaberry y protagonizada por Alberto Olmedo, que sufrió la censura al ser reemplazado el actor transformista Jorge Pérez Evelyn por Susana Giménez, modificado el título por Mi novia el..., y eliminando el final LGBT+ original por otro heterosexual, con el argumento oficial de que "en la Argentina no existe el travestismo”. La película formaba parte de un género de la picaresca argentina surgido en esos años que promovía Ayala y Olivera, que les permitía incluir gran cantidad de personajes LGBT+, «y si bien se pueden juzgar muchas de ellas con una dimensión ofensiva, hay ciertas desviaciones valiosas». Ese mismo año estrenaron también la película El muerto, tomando como base el cuento homónimo de Borges de 1946, una de las primeras obras de la literatura argentina relacionadas con la temática LGBT+.
En 1991 Ayala estrenó su última película Dios los cría, considerada como «una suerte de testamento queer», cuyo protagonista es un hombre homosexual que frecuenta una disco LGBT+. Hasta entonces el cine argentino solo había mostrado personas homosexuales sin vida social, pero en esta obra Ayala y Olivera «crearon un sentido de comunidad LGBTIQ como nunca antes se había visto».

## Vida personal
En 2021 el productor Héctor Olivera develo en su libro autobiográfico "Fabricante de sueños" que durante algunos años Fernando Ayala y Olivera fueron amantes.

## Filmografía

### Director
- Dios los cría (1991)
- El año del conejo (1987)
- Sobredosis (1986)
- Pasajeros de una pesadilla (1984)
- El arreglo (1983)
- Plata dulce (1982)
- Abierto día y noche (1981)
- Días de ilusión (1980)
- Desde el abismo (1979)
- Los médicos (1978)
- El canto cuenta su historia (1976)
- Triángulo de cuatro (1975)
- Argentinísima II (1973)
- Argentinísima (1972)
- El profesor tirabombas (1972)
- Argentino hasta la muerte (1971)
- La gran ruta (1971)
- La guita (1970)
- El profesor patagónico (1970)
- La fiaca (1969)
- El profesor hippie (1969)
- En mi casa mando yo (1968)
- Cuando los hombres hablan de mujeres (1967)
- Las locas del conventillo o (María y la otra) (1966)
- Hotel alojamiento (1966)
- Con gusto a rabia (1965)
- Viaje de una noche de verano (1965)
- Primero yo (1964)
- La industria del matrimonio (1964)
- Paula cautiva (1963)
- Sábado a la noche, cine (1960)
- El candidato (1959)
- El jefe (1958)
- Una viuda difícil (1957)
- Los tallos amargos (1956)
- Ayer fue primavera (1955)

### Asistente de dirección
- Más fuerte que el amor (1955)
- Dock Sud (1953)
- La voz de mi ciudad (1953)
- Sala de guardia (1952)
- La melodía perdida (1952)
- Piantadino (1950)
- Esperanza (1949)
- El barco sale a las diez (1948)
- Milagro de amor (1946)
- Cristina (1946)
- Deshojando margaritas (1946)
- Allá en el setenta y tantos (1945)
- Mi novia es un fantasma (1944)
- El espejo (1943) dir. Francisco Mugica
- La guerra la gano yo (1943)
- El viaje (1942)

### Guionista
- Dios los cría (1991)
- Desde el abismo (1980)
- Los médicos (1978)
- Cacique Bandeira (1975)
- La Patagonia rebelde (1974)
- Argentino hasta la muerte (1971)
- La fiaca (1969)
- Con gusto a rabia (1965)
- Paula cautiva (1963)
- Sábado a la noche, cine (1960)
- El candidato (1959)
- El jefe (1958)

### Actor
- La nona (1979) ... juez de paz

### Director supervisor
- No Exit (A puerta cerrada) (1962)[5]
- Huis Clos (A puerta cerrada) (1962)[5]

### Productor
- El jefe  (1958)
- El candidato  (1959)
- Sábado a la noche, cine  (1960)
- No Exit (A puerta cerrada)   Inédita (1962)
- Huis Clos (A puerta cerrada)   (1962)
- Paula cautiva  (1963)
- Con gusto a rabia  (1964)
- Primero yo  (1964)
- Hotel alojamiento  (1966)
- Cuando los hombres hablan de mujeres  (1967)
- En mi casa mando yo  (1968)
- Psexoanálisis  (1968)
- El profesor hippie  (1969)
- La guita  (1970)
- El profesor patagónico  (1970)
- La gran ruta  (1971)
- Argentino hasta la muerte  (1971)
- Los neuróticos  (1971)
- Argentinísima  (1971)
- El profesor tirabombas  (1972)
- Hasta que se ponga el sol  (1973)
- Argentinísima II  (1973)
- La Patagonia rebelde  (1974)
- Triángulo de cuatro  (1975)
- El muerto  (1975)
- El canto cuenta su historia  (1976)
- Los médicos  (1978)
- La nona  (1979)
- La playa del amor  (1979)
- Los éxitos del amor  (1979)
- La carpa del amor  (1979)
- Días de ilusión  (1980)
- Desde el abismo  (1980)
- La discoteca del amor  (1980)
- Las vacaciones del amor  (1981)
- Los viernes de la eternidad  (1981)
- Plata dulce  (1982)
- Buenos Aires Rock  (1983)
- El arreglo  (1983)
- No habrá más penas ni olvido  (1983)
- Pasajeros de una pesadilla  (1984)
- La muerte blanca (1985)
- La noche de los lápices  (1986)
- Sobredosis  (1986)
- El caso María Soledad  (1993)

## Premios

### Premio Cóndor de Plata
| Año  | Categoría      | Trabajo                   | Resultado |
| ---- | -------------- | ------------------------- | --------- |
| 1956 | Mejor director | Ayer fue primavera        | Ganador   |
| 1957 | Mejor director | Los tallos amargos        | Ganador   |
| 1959 | Mejor director | El jefe                   | Ganador   |
| 1972 | Mejor director | Argentino hasta la muerte | Ganador   |

### Festival de Cannes
| Año  | Categoría    | Trabajo    | Resultado |
| ---- | ------------ | ---------- | --------- |
| 1964 | Palma de Oro | Primero yo | Nominado  |